# Emanuele Bombini
Emanuele Bombini (San Ferdinando di Puglia, Pulla, 2 de julio de 1959) es un ciclista italiano, profesional entre 1981 y 1991.
En su palmarés destaca una victoria de etapa al Giro de Italia de 1985. Al finalizar su carrera como corredor pasó a desarrollar tareas de director deportivo en diferentes equipos, entre ellos lo Gewiss-Ballan o el Barloworld.

## Palmarés
- 1976
  - 1º en la Coppa Collecchio
- 1978
  - 1º en la Coppa Cicogna
- 1979
  - 1º en la Freccia dei Vini
- 1980
  - 1º en la Milán-Tortona
- 1983
  - Vencedor de una etapa de la Ruta de oro
- 1985
  - 1º en la Milán-Vignola
  - Vencedor de una etapa al Giro de Italia
- 1987
  - Vencedor de una etapa de la Coors Classic
- 1990
  - Vencedor de una etapa de la Semana Ciclista Lombarda

### Resultados alGiro de Italia
- 1981. Abandona (6ª etapa)
- 1982. Abandona
- 1983. 22º de la clasificación general
- 1984. No sale (18.ª etapa)
- 1985. 11º de la clasificación general. Vencedor de una etapa
- 1986. Abandona (21.ª etapa)
- 1987. 20º de la clasificación general
- 1988. 20º de la clasificación general
- 1989. Abandona (4ª etapa)
- 1990. 41.º de la clasificación general

### Resultados a laVuelta a España
- 1987. No sale (15a etapa)